# Vicenç Villatoro i Lamolla
Vicenç Villatoro i Lamolla (1957) is een Catalaanse schrijver en journalist. Hij werkt mee aan diverse catalanistische organisaties zoals het Plataforma per la Llengua en de stichtingen Fundació Catalanista i Democrata en Fundació Catalana Oberta.
Als journalist werkte hij mee aan Catalunya Ràdio, Avui, El Periódico de Catalunya, El Temps en Canal 33. Hij heeft een dertigtal boeken geschreven: poëzie, verhalend proza, romans en non-fictie. Diverse van zijn werken zijn bekroond met prestigieuze literaire prijzen, onder meer de Sant Jordi (1981), de Premis 31 de Desembre van de Obra Cultural Balear voor zijn levenswerk en de Premi Ramon Llull (2010). Werk van hem werd vertaald in het Duits en het Spaans.

## Werken

### Korte verhalen
- 1983 Passeu, passeu

### Romans
| - 1981 Papers robats que cremen - 1982 Evangeli gris - 1984 País d'Itàlia - 1986 Els anys a ciutat - 1987 Les illes grogues: tres novel·les romàntiques - 1987 Entre batalles - 1990 Titànic - 1992 Hotel Europa - 1996 Memòria del traidor | - 1997 La claror del juliol - 1997 Tres dies de glòria - 2001 La ciutat del fum - 2004 La derrota de l'àngel - 2005 La dona a la finestra - 2010 Tenim un nom - 2011 Moon River - 2014 Un home que se'n va - 2016 El retorn dels Bassat |

### Poëzie
- 1974 Passió, mort i resurrecció de Nostre Senyor Jesucrist
- 1978 Les banderes, tampoc
- 1981 Els arbres vora els marges
- 1988 Cartografies
- 2011 Sense invitació

### Non-fictie
| - 1989 A l'inrevés (dagboek) - 1998 L'ofici de mirar: dietari 1989-1997 - 2000 De part del pare - 2004 Catalunya després del tripartit - 2005 Crear Europa, reconstruir Occident | - 2005 Els jueus i Catalunya - 2007 L'engany. El segon tripartit o la desnacionalització de Catalunya. - 2012 Amb Déu o Sense. Quaranta cartes creuades - 2012 Llibre d'actes (1998-1999) - 2018 Massa foc: diàlegs extremament apòcrifs entre Savonarola i Maquiavel |

- Biblioteca Nacional de España: XX1093673
- Bibliothèque nationale de France: cb118878367 (data)
- Catàleg d'autoritats de noms i títols de Catalunya: 981058518481806706
- Gemeinsame Normdatei: 124659403
- International Standard Name Identifier: 0000 0001 2276 2389
- Library of Congress Control Number: n88639316
- Nationale Bibliotheek van Israël: 987007269669005171
- Nationale Bibliotheek van Polen: a0000002526127
- Nederlandse Thesaurus van Auteursnamen: 166232602
- Système universitaire de documentation: 026674556
- Virtual International Authority File: 9841856
- WorldCat: E39PBJwdhyXmRwwTD4Xx3j63Qq